# Guido Kolb
Guido Johann Kolb (* 27. März 1928 in Oberriet, Schweiz; † 2. Januar 2007 in Zürich) war ein römisch-katholischer Pfarrer und Autor.

## Leben
Guido Kolb stammt aus dem St. Galler Rheintal. Er war Industriekaufmann und studierte als Spätberufener Theologie in Innsbruck und Chur. 1960 wurde er Vikar an der Zürcher Liebfrauenkirche, wo er die seelsorgerliche Betreuung des Niederdorfs übernahm. Seine erste Pfarrstelle übernahm er 1966 im Zürcher Arbeiterquartier Schwamendingen in der Pfarrei St. Gallus, wo er der Nachfolger von Franz Höfliger wurde, dem er in seinem Werk Franz Höfliger der Bettelprälat 1988 postum ein Denkmal setzte. Danach war Guido Kolb von 1972 bis 1992 Pfarrer von St. Peter und Paul, der katholischen Mutterkirche von Zürich in Aussersihl. Er war von 1969 bis 1974 Dekan von Zürich, ab 1976 Domherr des Bistums Chur. 1993 wurde er altershalber in die kleine Pfarrei St. Martin im vornehmen Flunternquartier am Zürichberg versetzt, fühlte sich dort aber nicht heimisch und kehrte 1998 nach einem kurzen Abstecher in Wiedikon als Aushilfspfarrer wieder nach St. Peter und Paul zurück. Dort starb er 2007 im zur Gemeinde gehörenden Altersheim, das er selbst seinerzeit projektiert hatte. Bis zuletzt arbeitete er an seinem letzten Werk zum Jubiläum der römisch-katholischen Gemeinde in Zürich.

## Schriftsteller
Kolb begann mit dem Schreiben an der Liebfrauenkirche, wo er im Pfarrblatt als Seitenfüller kurze Geschichten aus seiner Arbeit im Niederdorfquartier verfasste. Als ihm vorgeschlagen wurde, diese Geschichten zu veröffentlichen, schickte er sie an den Verlag der damaligen katholischen Zeitung Neue Zürcher Nachrichten (NZN). Die Antwort war: «Kein Interesse». Schliesslich war ein Verlag bereit, das Buch zu publizieren, wenn Kolb sich verpflichtete, nach drei Jahren alle unverkauften Bücher zu übernehmen. Kolb ging diese Verpflichtung ein – und das Buch, die Niederdorfgeschichten, fand reissenden Absatz. Seit seinem Erscheinen 1976 wurden in bisher 13 Auflagen über 50.000 Exemplare verkauft.
Nach diesem Erstling veröffentlichte Kolb über zwanzig Bücher. Sie enthalten Geschichten von einfachen Leuten und Randexistenzen, denen er als Seelsorger begegnet ist. Es sind Alltagsgeschichten aus der praktischen Arbeit des Pfarrers, mit viel Liebe und Humor geschildert.
Im Juni 2007 erschien postum das Buch Als die Priester noch Hochwürden hiessen. Es schildert die Geschichte der katholischen Gemeinde im reformierten Zürich von 1807 bis 2007.

## Werke
- Niederdorfgeschichten. NZN-Buchverlag, Zürich 1976; 13. A.: Jordan Verlag, Zürich 2005, ISBN 978-3-906561-47-9
- Vom Niederdorf ins Aussersihl. NZN, Zürich 1978, ISBN 3-85827-039-3
- Im Land des Sonnengottes. Peruanisches Reisetagebuch. NZN, Zürich 1979, ISBN 3-85827-045-8
- Im Schatten der Zürcher Kirchtürme. Geistliche Stories. Sumus, Feldmeilen 1979
  - erweiterte Neuausgabe als: Leises Lächeln in einer lauten Stadt. Kanisius Verlag, Freiburg i. Üe. 1992, ISBN 3-85764-370-6
- Grenzsteine. NZN, Zürich 1982, ISBN 3-85827-063-6
- Die Mai-Käfer-Andacht und andere Geschichten. NZN, Zürich 1984, ISBN 3-85827-069-5
- Manila und seine tausend Gesichter. Bericht aus den Philippinen. NZN, Zürich 1985, ISBN 3-85827-070-9
- Anruf nach Mitternacht. Kanisius, Freiburg 1987, ISBN 3-85764-247-5
- Franz Höfliger der Bettelprälat. Kanisius, Freiburg 1988, ISBN 3-85764-276-9
- Herbergsuche. Weihnachtsgeschichten. Kanisius, Freiburg 1988, ISBN 3-85764-266-1
- Der Schatz im Estrich. Jugenderinnerungen. Kanisius, Freiburg 1988, ISBN 3-85764-256-4
- Schalk des Himmels. Kanisius, Freiburg 1989, ISBN 3-85764-301-3
- Licht in dunkler Nacht. Kanisius, Freiburg 1990, ISBN 3-85764-327-7
- Lausbuben sterben niemals aus. Kanisius, Freiburg 1991, ISBN 3-85764-348-X
- Weisheit neu entdeckt. Kanisius, Freiburg 1991, ISBN 978-3-85764-351-4
- Der Clochard auf dem Standesamt. Kanisius, Freiburg 1994, ISBN 978-3-85764-409-2
- Die vergessene Heilige auf dem Zürichberg. Kanisius, Freiburg 1996, ISBN 3-85764-451-6
- Das Christkind an der Weihnachtsfeier. Kanisius, Freiburg 1997, ISBN 3-85764-471-0
- Zürcher Schmunzelgeschichten. Kanisius, Freiburg 1999, ISBN 3-85764-506-7
- Scherbenviertel-Story und andere Kalendergeschichten. Jordan Verlag, Zürich 2003, ISBN 978-3-906561-43-1
- Die Kirche im Dorf. Jordan, Zürich 2007, ISBN 978-3-906561-48-6
- Als die Priester noch Hochwürden hiessen. Edition NZN bei TVZ, Zürich 2007, ISBN 978-3-290-20038-1
- Dunkle heilige Nacht und andere Weihnachtsgeschichten. Jordan, Zürich 2009, ISBN 978-3-906561-50-9